# 鹿嶋郵便局
鹿嶋郵便局（かしまゆうびんきょく）は茨城県鹿嶋市にある郵便局。民営化前の分類では集配普通郵便局であった。

## 概要
住所：〒314-8799 茨城県鹿嶋市鉢形1527-2

## 沿革
- 1876年（明治9年） - 宮中（きゅうちゅう）郵便局（五等）として開設[1]。
- 1885年（明治18年）10月1日 - 貯金取扱を開始。
- 1886年（明治19年）5月1日 - 宮中郵便受取所となる。
- 1888年（明治21年）5月1日 - 再び、宮中郵便局となる。為替取扱を開始。
- 1896年（明治29年）5月1日 - 鹿島郵便局に改称。
- 1903年（明治36年）
  - 2月16日 - 鹿島郵便電信局となる。
  - 4月1日 - 通信官署官制の施行に伴い鹿島郵便局となる。
- 1959年（昭和34年）6月1日 - 豊津簡易郵便局の廃止に伴い、取扱事務を承継[2]。
- 1967年（昭和42年）11月21日 - 電話の加入および料金に関する簡易な事務を除く電話交換事務を潮来電報電話局に移管。
- 1969年（昭和44年）2月25日 - 和文電報配達、ならびに電話の加入および料金に関する簡易な事務を、常陸鹿島電報電話局に移管。
- 1970年（昭和45年）1月1日 - 豊郷簡易郵便局の廃止に伴い、取扱事務を承継。
- 1973年（昭和48年）3月19日 - 鹿島郡鹿島町宮中から同町鉢形に移転。
- 1973年（昭和48年）6月1日 - 特定郵便局から普通郵便局に局種別改定するとともに、常陸鹿島郵便局に改称。
- 1995年（平成7年）9月1日 - 鹿嶋郵便局に改称。
- 1999年（平成11年） - 外国通貨の両替および旅行小切手の売買に関する業務取扱を開始。
- 2007年（平成19年）10月1日 - 民営化に伴い、併設された郵便事業鹿嶋支店に一部業務を移管。
- 2009年（平成21年）9月21日 - 郵便事業鹿嶋支店が統括する大野集配センターの廃止に伴い、同支店が取扱業務を承継。
- 2012年（平成24年）10月1日 - 日本郵便株式会社発足に伴い、郵便事業鹿嶋支店を鹿嶋郵便局に統合。

## 取扱内容
- 郵便、印紙、ゆうパック、内容証明
- 貯金、為替、振替、振込、国際送金、外貨両替・トラベラーズチェック、国債、投資信託
- 生命保険、バイク自賠責保険、自動車保険、がん保険、引受条件緩和型医療保険
- ゆうちょ銀行ATM
- 鹿嶋市内の集配業務
- ゆうゆう窓口

## 周辺
- 鹿嶋市役所
- 鹿嶋勤労文化会館
- ショッピングセンターチェリオ
- 鹿島神宮
- 国道124号
- 国道51号

## アクセス
- JR鹿島線 鹿島神宮駅から徒歩約30分
- 関東鉄道バス、鹿嶋コミュニティバス 「鹿嶋市役所」下車
- 東関東自動車道 潮来ICから北東へ約7.5km
- 駐車場あり：28台